# Automatismo mental
El automatismo mental, en Psiquiatría es un concepto elaborado en 1920 por el etnólogo y psiquiatra francés Gaëtan Gatian de Clérambault, que también fue pintor y fotógrafo. Realizó una taxonomía de los síntomas que presentan los psicóticos, a los que caracterizó por su automatismo, y aparecen al desafiarse al sistema nervioso, como una respuesta funcional y alucinatoria a un fenómeno de interferencia que nace del subconsciente, por una perturbación orgánica, neutra y atemática.